# Heinrich Hoffmann (psychiatre et écrivain)
Pour les articles homonymes, voir Heinrich Hoffmann et Hoffmann.
Œuvres principales
- Der Struwwelpeter

Heinrich Hoffmann (13 juin 1809 à Francfort-sur-le-Main - 20 septembre 1894 en la même ville) est un psychiatre, poète, librettiste et un auteur pour enfants prussien. Il est le père du personnage de Der Struwwelpeter (en français : Pierre l'ébouriffé). Il publia aussi sous divers pseudonymes comme Heulalius von Heulenburg, Reimerich Kinderlieb, Peter Struwwel ainsi que Polycarpus Gastfenger.

## Biographie
Heinrich Hoffmann naît à Francfort-sur-le-Main d'un père architecte, Philipp Hoffmann, qui était responsable de la voirie et du réseau hydraulique de la ville. Sa mère meurt lorsqu'il est encore un jeune enfant. Son père épouse en secondes noces la sœur de la défunte, Antoinette Lausberg, qui devient une parfaite et aimante mère de substitution. Elève distrait et peu assidu, Hoffmann réussit cependant ses études en se conformant à la discipline imposée par son père. Après ses études secondaires, Hoffmann étudie la médecine de 1829 à 1832, d'abord à Heidelberg puis à Halle. Sa première expérience pratique de la médecine date de l'épidémie de choléra survenue à Halle. Il y obtient son doctorat de médecine en 1833. Après un séjour à Paris en 1834, qu'il doit abréger en raison de l'état de santé de son père, il est nommé par la ville de Francfort, en 1835, médecin-légiste de la morgue du cimetière du quartier de Sachsenhausen. Il s'établit comme médecin généraliste et obstétricien et cofonde une clinique pour les déshérités. En 1836, il adhère à la loge maçonnique Pour l'Unité qu'il quitte après quelque temps parce que les Juifs n'y sont pas admis. Hoffmann épouse le 5 mars 1840 Thérèse Donner, fille d'un chapelier de Francfort dont il a trois enfants.
De 1844 à 1851, il enseigne l'anatomie à l'Institut de recherche Senckenberg. En 1848, il est élu au parlement de Francfort. Comme pangermaniste, il est partisan d'un Empire héréditaire sous direction prussienne. Dans ses écrits satiriques Manuel pour les agitateurs ou Comment devenir populaire en quelques jours (1848) et Der Heulenspielgel (1849), il se gausse des républicains. En 1866, il préconise l'annexion de la ville libre de Francfort par la Prusse.
De 1851 jusqu'à sa retraite en 1888, il dirige l'asile d'aliénés et d'épileptiques de l'hôpital psychiatrique d'État de Francfort-sur-le-Main. Il y est le créateur de la psychiatrie pour enfants et adolescents. À son instigation est créé, de 1859 à 1864, un nouveau bâtiment moderne à leur intention dans les quartiers encore peu urbanisés du nord-ouest de Francfort.
Après sa retraite, il rédige ses Mémoires, publiés en 1926. Il décède d'un accident de voiture alors qu'il était sous l'emprise de l'alcool et est enterré au cimetière principal de Francfort-sur-le-Main. Non loin se trouve une rue à son nom où se situe le Centre de Psychiatrie de l'université. Deux musées de la ville lui sont dédiés.
Durant sa carrière, il eut de nombreuses crises cardiaques à cause de ses soirées alcoolisées[réf. nécessaire]

## Travaux littéraires
À partir de 1842, il publie des poèmes et des écrits pour le théâtre sous différentes pseudonymes. Il se décrit lui-même comme rimeur opportuniste. Il devient mondialement connu par son œuvre pour enfants, illustrée par lui-même, Der Struwwelpeter, recueil de comptines et de saynètes, rédigée pour son fils aîné en 1844. Vers 1858, Hoffmann en publie une nouvelle version avec des illustrations modifiées que reprendront toutes les éditions ultérieures. En 1851, Hoffmann publie le conte de Noël : Le roi Casse-Noisette et le pauvre Reinhold. La première édition est illustrée d'un dessin de l'auteur, montrant le marché de Noël de Francfort. D'autres histoires sur le thème du roi Casse-Noisette suivront, qu'il ne faut pas confondre avec l'œuvre d'Ernst Theodor Amadeus Hoffmann qui sera reprise par Tchaikovsky pour son ballet du même nom.

### Œuvres
- Gedichte, « Histoires », 1842 ;

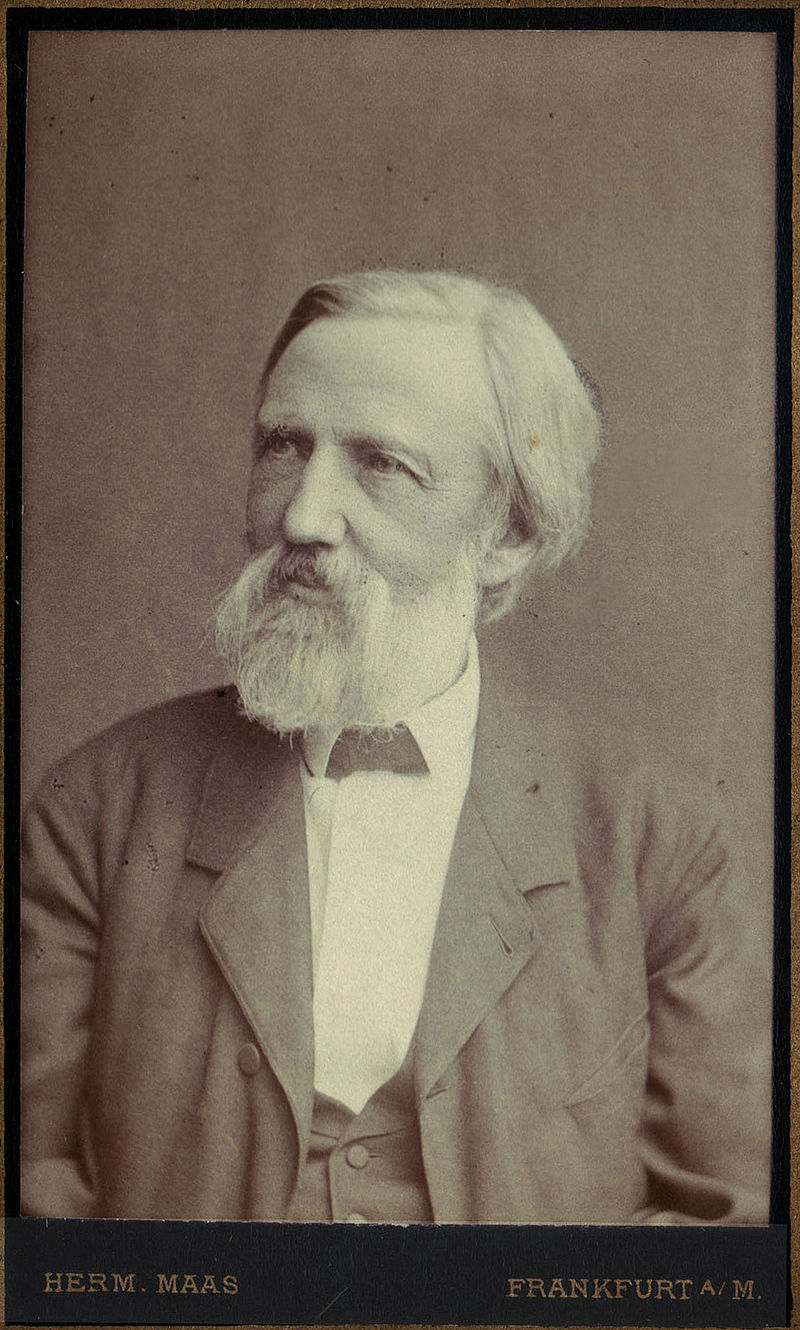
Heinrich Hoffmann, psychiatre et écrivain. Photographie de l'atelier Hermann Mass, Francfort-sur-le-Main, vers 1880.

- Die Mondzügler. Eine Komödie der Gegenwart « Le Voyageur de la Lune. Comédie de la présence » ; Frankfurt-am-Main, 1843 ;
- Lustige Geschichten und drollige Bilder für Kinder von 3–6 Jahren, « Histoires amusantes et images drôlatiques pour les enfants de 3 à 6 ans », 1845 – Publié à partir de la 4e édition sous le titre  Struwwelpeter ;
- Humoristische Studien « Études humoristiques », Literarische Anstalt (J. Rütten), Frankfurt am Main 1847 ;
- Handbüchlein für Wühler oder kurzgefasste Anleitung in wenigen Tagen ein Volksmann zu werden « Manuel de poche pour agitateurs ou brèves instructions pour devenir un homme populaire en quelques jours », Gustav Mayer, Leipzig 1848 ;
- Heulerspiegel. Mitteilungen aus dem Tagebuch des Herrn Heulalius von Heulenburg « Heulenspiegel. Messages du journal de M. Heulalius von Heulenboug »[1], 1849 ;
- Der wahre und ächte Hinkende Bote « Le messager boiteux véritable et authentique », (2 vols.), 1850-1851 ;
- König Nußknacker und der arme Reinhold « Le roi Casse-Noisette et le pauvre Reinhold », 1851 ;
- Die Physiologie der Sinnes-Hallucinationen, « La physiologie des hallucinations sensorielles », Literarische Anstalt (J. Rütten), Frankfurt a. M. 1851 ;
- Das Breviarium der Ehe « Le bréviaire du mariage », 1853 ;
- Bastian der Faulpelz « Bastien le fainéant », 1854 ;
- Im Himmel und auf der Erde. Herzliches und Scherzliches aus der Kinderwelt « Au Ciel comme sur Terre. La chaleur et la drôlerie du monde de l'Enfance », Literarische Anstalt Rütten & Loening, Frankfurt a. M. 1857 ;
- Allerseelen-Büchlein. Eine humoristische Friedhofs-Anthologie « Livret des âmes. Une anthologie humoristique des cimetières », Literarische Anstalt (J. Rütten), Frankfurt am Main 1858 ;
- Beobachtungen und Erfahrungen über Seelenstörungen und Epilepsie in der Irrenanstalt zu Frankfurt 1851–1858 « Observations et expériences sur les troubles mentaux et l'épilepsie dans l'asile de Francfort, 1851–1858 », 1859 ;
- Der Badeort Salzloch, seine Jod- Brom-, Eisen und salzhaltigen Schwefelquellen und die tanninsauren animalischen Luftbäder, nebst einer Apologie des Hasardspiels « La station thermale du Trou À Sel, son iode, son brome, son fer et ses sources sulfureuses, sans oublier ses effluves animales aigres et tanines, suivie d'une apologie des jeux de hasard  », Literaritsche Anstalt (Rütten & Löning), Frankfurt a. M., 1860 ;
- Ein Liederbuch für Naturforscher und Ärzte « Un livre de chants pour les naturalistes et les médecins », 1867 ;
- Prinz Grünewald und Perlenfein mit ihrem lieben Eselein « Le Prince Vert-Bois, Perlefine et leur cher âne », 1871 ;
- Auf heiteren Pfaden. Gesammelte Gedichte « Sur les sentiers élevés. Poésies choisies », Literaritsche Anstalt (Rütten & Löning), Frankfurt a. M., 1873 ;
- Besuch bei Frau Sonne. Neue lustige Geschichten und drollige Bilder « Visite à la Femme-Soleil. Nouvelles histoires et images drolatiques », Rütten & Löning, Frankfurt am Main, 1924 ;
- Struwwelpeter-Hoffmann erzählt aus seinem Leben « Struwwelpeter-Hoffmann raconte sa vie », Englert u. Schlosser, Frankfurt a. M., 1926 ;

### Pseudonymes littéraires
Hoffmann publia sous différents pseudonymes :
- Polykarpus Gastfenger (le prénom Polykarpus est la version allemande du nom d'un martyr chrétien ; le nom sonne comme  "Gastfänger", qu'on peut traduire par attrapeur d'invité) ;
- Heulalius von Heulenburg[1] ;
- Heinrich Hoffmann-Donner (Donner est le nom de jeune fille de son épouse Thérèse, mais signifie aussi tonnerre, et peut renvoyer au dieu germain Thor) ;
- Heinrich Kinderlieb (amour des enfants) ;
- Reimerich Kinderlieb ;
- Peter Struwwel (qui inverse les termes du nom de son héros Struwwelpeter) ;
- Zwiebel (oignon).

## Galerie

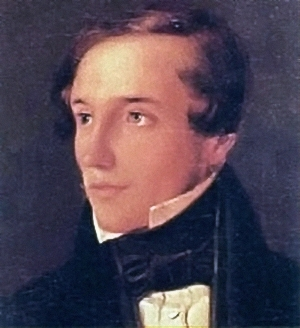
Heinrich Hoffmann vers 1845
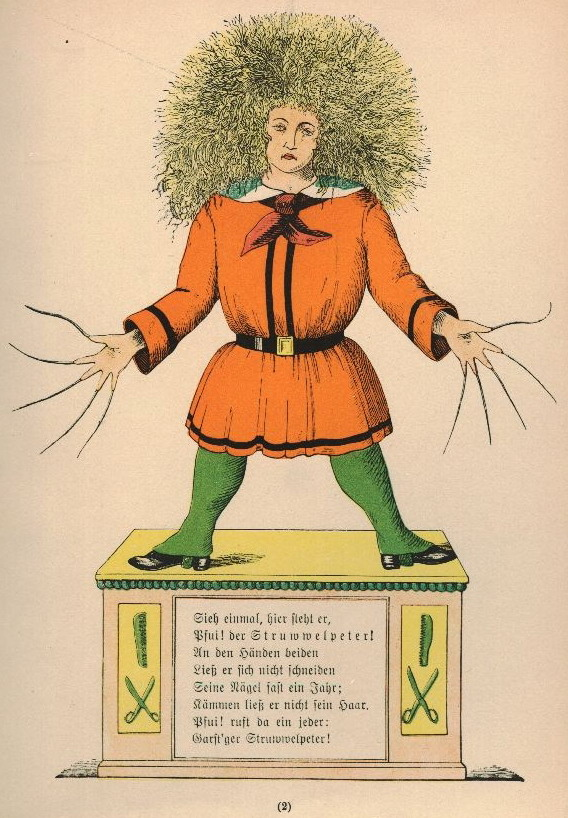
Der Struwwelpeter (Crasse-Tignasse en français) (1858)
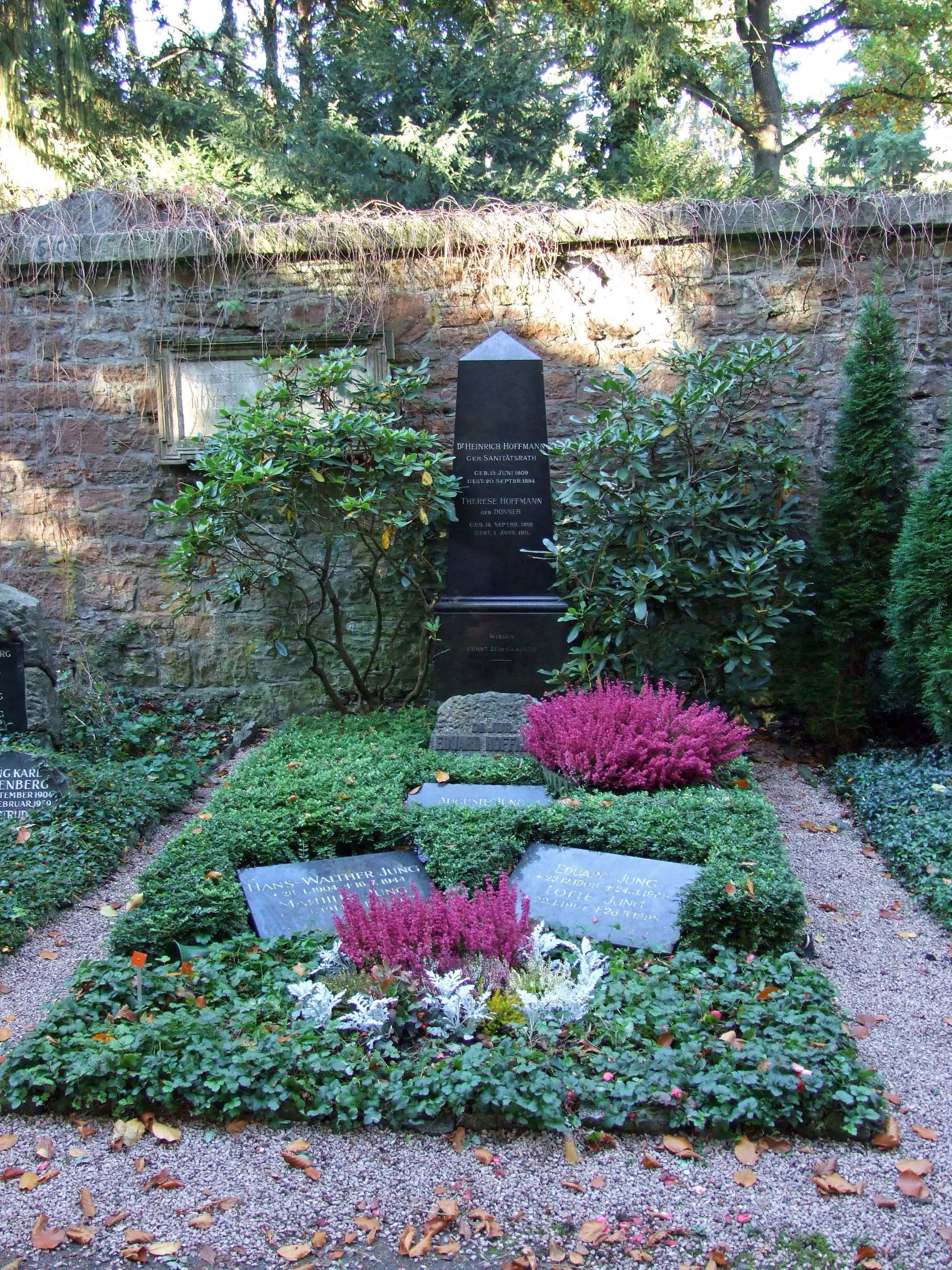
Tombe à Francfort-sur-le-Main
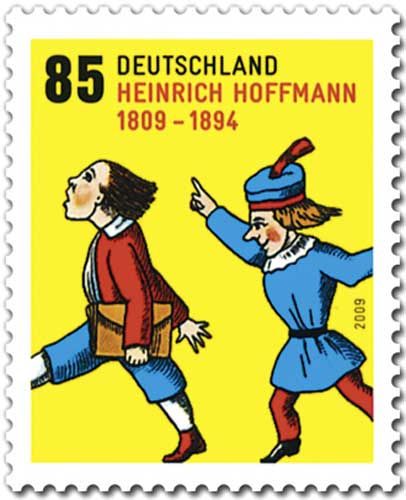
Timbre commémorant son 200e anniversaire